# 후카미촌 (가라후토청)
후카미촌(일본어: 深海村 후카미무라[*])는 일본이 지배하던 시기의 사할린에 있던 마을이다. 법적으로는 1949년 6월 1일, 국가 행정 조직법 시행에 따라 폐지되었다. 1941년, 인구는 2,017명이였다.

## 개요
아니바 만에 접해 있었다. 1905년 7월, 사할린 작전에서 처음으로 일본군이 상륙한 것은 마을 내의 메레에(女麗)였으며, 이후 상륙 기념비가 세워졌다.
1934년 12월, 홋카이도 사루후쓰촌까지 해저 전화선 케이블이 부설되어 사할린 측의 입구가 후카미 촌의 메레에였다. 전화선은 패전 직후 소련군에 의해 절단되었다.